# Solomon Islands National University
Die Solomon Islands National University (SINU, bis 2013: Honiara Solomon Islands College of Higher Education, SICHE) ist eine Hochschule in Honiara, Salomonen. und neben der University of the South Pacific, welche einen Satellite Campus (Außencampus) im Land betreibt, die einzige Hochschule in den Salomonen. Die Hochschule befindet sich im Osten von Honiara, südlich des Honiara Golf Club, genau südwestlich der King George VI National High School.

## Geschichte
Das College wurde 1984 aus dem Zusammenschluss von mehreren Schulen gegründet und 2013 durch einen Parlamentsbeschluss zur Universität umgebildet.
Die Hochschule spezialisierte sich auf technische und Berufsausbildung und hat die schwere Aufgabe zahlreiche Trainings-Institutionen die von unterschiedlichen Ministerien betrieben werden zu vereinigen. Ein Erlass des Parlaments von 1984 (Solomon Islands College of Higher Education Act) ermöglichte die Gründung. Die Institutionen, welche unter dem Dach des College versammelt wurden, sind das Islands Teachers College, Public Administration Training School, Ranadi Marine Training School, Honiara Nursing Training School und Honiara Technical Institute. Sie erhielten einen neuen Status als School of Education (SOE), School of Finance & Administration (SFA), School of Marine & Fisheries Studies (SMFS), School Nursing and Health Studies (SNHS), School of Industrial Development (SID) und School of Natural Resources (SNR). Das Gesetz wurde 2008 angepasst, wodurch die Leitung des College die Kompetenz erhielt, weitere „Schools“ in anderen Disziplinen zu gründen, wie die School of Tourism and Hospitality (STH), School of Humanities, Science, and Media (SHSM).
Erst 2012 wurde eine große Aula am Kukum Campus gebaut sowie Sicherheitszäune um die Campus Kukum und Panat angelegt und die Infrastruktur verbessert.
Im Juli 2012 fand das 11. Festival of Pacifica Arts am Panatina Campus statt und die Campus Kukum, Panatin und Randi dienten zur Unterbringung der Gäste.

## Organisation
Die Regierung ernennt die Ratsmitglieder für das Gremium des College aus den verschiedensten Studienbereichen aus dem öffentlichen und privaten Sektor und es gibt zusätzlich gewählte Mitglieder aus „Schulleitung, Lehrpersonal, nicht-akademischen Mitarbeitern und Studenten“ („heads, lecturers, non-academic staff and students.“) Das Managementteam besteht aus dem Director als Chief Executive (CEO) und einem Stellvertreter (Deputy), sowie einem Team aus Beamten, Heads of Schools und Divisional Managers, welche das College in Zusammenarbeit mit dem Rat nach festen Richtlinien führen. SICHE hat auch einen Strategic Plan zu Bauaktivitäten am College. Das College arbeitet zusammen mit der University of the South Pacific von Fidschi, deren Campus sich in Suva befindet.
Die Universität umfasst die Fakultäten:
- Faculty of Business & Tourism Studies (Wirtschaft und Tourismus)
- Faculty of Science & Technology (Wissenschaft und Technik)
- Faculty of Nursing, Medicine & Health Science (Pflege, Medizin, Gesundheitswissenschaften)
- Faculty of Agriculture, Fisheries & Forestry (Landwirtschaft, Fischerei und Forstwirtschaft)
- Faculty of Education & Humanities (Pädagogik und Humanwissenschaften)

## Programme
Das College verfügt über vier Campus in Kukum, Panatina, Ranadi und Poitete. Die Unterrichtssprache ist Englisch. Das College of Higher Education bietet Kurse bis hin zu akademischen Abschlüssen an. Es bedient aber auch die Notwendigkeiten der niederen und mittleren Berufsausbildungen für das Land. Das Handelszentrum, welches an das College angeschlossen ist, bietet zum Beispiel Ausbildung in Handwerk wie Holzbau, Auto-Reparatur und Blechbearbeitung an.